# Sibiu Cycling Tour
Le Sibiu Cycling Tour est une course cycliste par étapes masculine disputée autour de la ville de Sibiu, en Roumanie. Créé en 2011, il fait partie de l'UCI Europe Tour en catégorie 2.2 lors de ses deux premières éditions puis en 2.1 à partir de 2013.

## Palmarès
| Année | Vainqueur          | Deuxième            | Troisième            |
| ----- | ------------------ | ------------------- | -------------------- |
| 2011  | Vladimir Koev      | Alessio Marchetti   | Oleksandr Sheydyk    |
| 2012  | Víctor de la Parte | Matija Kvasina      | Artem Topchanyuk     |
| 2013  | Davide Rebellin    | Matija Kvasina      | Constantino Zaballa  |
| 2014  | Radoslav Rogina    | Davide Rebellin     | Primož Roglič        |
| 2015  | Mauro Finetto      | Davide Rebellin     | Serghei Tvetcov      |
| 2016  | Nikolay Mihaylov   | Francesco Gavazzi   | Alex Turrin          |
| 2017  | Egan Bernal        | Colin Stüssi        | Valentin Baillifard  |
| 2018  | Iván Sosa          | Alexey Rybalkin     | Aleksandr Vlasov     |
| 2019  | Kevin Rivera       | Daniel Muñoz        | Radoslav Rogina      |
| 2020  | Gregor Mühlberger  | Patrick Konrad      | Matteo Badilatti     |
| 2021  | Giovanni Aleotti   | Fabio Aru           | Michal Schlegel      |
| 2022  | Giovanni Aleotti   | Harm Vanhoucke      | Cian Uijtdebroeks    |
| 2023  | Mark Donovan       | Lennert Van Eetvelt | Jakub Otruba         |
| 2024  | Florian Lipowitz   | Andreas Leknessund  | George Bennett       |
| 2025  | Matthew Riccitello | David de la Cruz    | Odd Christian Eiking |